# Герб Бразилии
Герб Бразилии был утверждён 19 ноября 1889 года, через 4 дня после того, как Бразилия стала республикой. Герб состоит из центральной эмблемы, обрамлённой ветвями кофейного дерева с левой стороны и табака с правой, это важные сельскохозяйственные культуры Бразилии. В голубом круге в центре изображено созвездие Южный крест. 27 звёзд возле него означают 26 штатов Бразилии и Федеральный округ. Голубая лента содержит полное официальное название государства (República Federativa do Brasil — Федеративная Республика Бразилия) в первом ряду. Во втором указана дата основания федеративной республики (15 ноября 1889 года).

## Элементы герба
Национальный герб республики был утверждён декретом № 4 от 19 ноября 1889 года, с изменениями, сделанными законом № 5443 от 28 мая 1968 (дополнение № 8) и законом № 8421 от 11 мая 1972. Согласно им национальный герб должен иметь пропорции высоты к ширине 15 к 14 и соответствовать следующим условиям:
- I — круглый щит в центре состоит из голубого (azul-celeste) поля, содержащего пять серебряных (prata) звёзд, расположенных в форме созвездия Южный крест, с голубой каёмкой (bordura), отделённой золотым контуром, содержащей серебряные звёзды, их столько же, сколько на флаге Бразилии. (Изменение, сделанное законом № 8421 от 11 мая 1972.)
- II — щит расположен на пятиконечной звезде, разделённой на десять треугольных фрагментов, зелёного (sinopla) и золотого цвета, обрамлённых двумя полосами, внутренняя красного (goles), внешняя золотого цвета.
- III — звезда, описанная выше, размещается на мече серебряного цвета, с голубой (blau) рукояткой, за исключением центральной части, которая красного цвета с золотой звездой. Меч расположен на венке из плодоносящей ветви кофейного дерева с правой стороны и цветущего табака с левой, обе связаны голубой лентой. Венок лежит на золотой звезде с 20 лучами.
- IV — на голубой ленте, расположенной на рукоятке меча, золотыми буквами написано официальное название страны в центре, а также дата 15 ноября 1889.

## История герба
|  | Герб колонии Бразилия 1500—1816      |
|  | Герб Бразилии в 1822 году            |
|  | Герб Бразильской Империи в 1822—1831 |
|  | Герб Бразильской Империи в 1831—1889 |